# Biały Ług (stacja kolejowa)
Biały Ług – jedna z dwóch stacji kolejowych przy Elektrowni Bełchatów i ostatnia na tej linii, pierwsza stacja to Stawek. Na te stacje dojeżdżali pracownicy Elektrowni z Bełchatowa i Piotrkowa Trybunalskiego, po kilkudziesięciu latach zrezygnowano z transportu pasażerskiego. Obecnie odcinek Stawek – Biały Ług został zlikwidowany.